# Кимельфельд, Рудольф Иосифович
Рудольф Иосифович Кимельфельд (эст. Rudolf Kimelfeld; 20 сентября 1938, Таллин — 25 мая 1991, Хайфа) — советский шахматист, тренер, мастер спорта СССР (1965), заслуженный тренер РСФСР (1982), игрок в бридж.
Воспитанник шахматной секции Таллинского дворца пионеров.
В составе сборной Эстонской ССР участник командных чемпионатов СССР среди юношей (лучший результат — дележ 1—2 мест на 2-й доске в 1956 г.), командного чемпионата ДСО «Спартак» 1957 г. (выполнил норму кандидата в мастера спорта).
Участник юношеского чемпионата СССР 1956 г.
В 1961 г. переехал в Москву.
Победитель турнира сильнейших кандидатов в мастера Москвы 1964 г.
Участник финального турнира чемпионата ЦС ДСО «Труд» 1965 г. (набрал 9½ из 16, разделил 4—6 места, выполнил норму мастера спорта; турнир имел статус полуфинала чемпионата СССР).
Бронзовый призёр чемпионата Москвы 1966 г. (после победы в полуфинальной группе). Участник матча Москва — Прага того же года.
В составе сборной ДСО «Труд» серебряный призёр командного чемпионата СССР 1976 г. (официальное название соревнования — командный Кубок СССР).
На протяжении многих лет работал с командой московского Стадиона юных пионеров. Был тренером А. М. Ахшарумовой, М. Г. Чибурданидзе, Н. М. Иоселиани, А. М. Галлямовой, Б. Аннакова, Е. Бареева, А. Кузьмина, Г. Орлова.
Выступал также в соревнованиях по бриджу (участник первенства Москвы в составе команды «Черёмушки»). После эмиграции жил в Хайфе, где продолжал выступать в турнирах.
Один из авторов «Шахматного энциклопедического словаря».

## Книги
- Р. И. Кимельфельд, Б. Н. Архангельский. Александр Зайцев. М.: Физкультура и спорт, 1986. — 144 с. — 100 000 экз.[9]